# Hella Müller
Hella Müller (* 1942 in Chemnitz) ist eine deutsche Puppenspielerin, Theaterregisseurin und Theaterleiterin.

## Leben und Wirken
Nach ihrem Abschluss als Gebrauchswerberin 1961 begann sie 1967 am Puppentheater Karl-Marx-Stadt (heute Chemnitz). 1969 erwarb sie das Diplom als Puppenspielerin in Berlin und studierte 1970 bis 1973 Schauspiel bei Charlotte Hoffmann und Theaterwissenschaft bei Horst Reinecke. Im Anschluss studierte sie Regie am Institut für Schauspielregie (damals Teil der Hochschule für Film und Fernsehen, ab 1981 der Hochschule für Schauspielkunst Ernst Busch). Sie erhielt den Solistenpreis für Puppenspiel in Magdeburg. Hella Müller war in erster Ehe verheiratet mit Dietmar Müller (gestorben 1997), der das Dresdner Puppentheater in der Leipziger Straße leitete und sie 1989 für Inszenierungen an sein Haus holte.
Seit 1996 ist sie freischaffend und lebt in Dresden-Weißig. Dort betrieb sie achtundzwanzig Jahre lang das Mai Hof Puppentheater, dessen letzte Vorstellung sie 82-jährig im Dezember 2024 spielte. Ihr zweiter Mann, Hartmut Maihöfer, half ihr ab 1996 beim Aufbau des Figurentheaters in der Garage eines alten Gasthofs an der Hauptstraße in Weißig, den das Paar auch privat bewohnte. Das Theater hatte vierzig Plätze. Zusammen mit dem Theater betrieb sie ein kleines Puppen- und Spielzeugmuseum mit eigenen Sammlungsbeständen historischer Theaterpuppen. Zum Gelände gehörte ein großer Garten, der für Theaterbesucherinnen und -besucher ebenfalls geöffnet war.
Als Puppenspielerin und Regisseurin hatte sie Engagements in Zwickau, Berlin, Dresden, Rostock, Frankfurt (Oder), Dessau und beim Fernsehfunk der DDR. Darüber hinaus gastierte sie in Österreich, der Schweiz, in Frankreich und den USA und wirkte an Fernsehaufzeichnungen und Puppenfilmen mit.

## Theater
- 1979: Paul Gratzik: Lisa (Berliner Ensemble – Probebühne)[9]
- 1983: Ernst Toller: Der entfesselte Wotan (Studenten der Hochschule für Schauspielkunst Ernst Busch, Außenstelle Rostock im bat)
- 1985: Ariano Suassuna: Das Testament des Hundes (neues theater Halle)
- 1987: Molière: Tartuffe (Deutsches Nationaltheater Weimar)
- 1987: Athol Fugard: Der Weg nach Mekka (Deutsches Nationaltheater Weimar)
- 1988: Dario Fo: Bezahlt wird nicht (Schauspiel Leipzig)
- 1991: Paul Maar: Mützenwexel (caroussel Theater Berlin)
- 1993: Manuel Schöbel: Schneewittchen 8+ (caroussel Theater Berlin)
- Rostock: Hase und Igel, Der Goldtopf
- Frankfurt (Oder): Die Wunschlaterne, Der goldene Turban
- Zwickau: Zwirnchen, Die kluge Bauerstochter, Hündchen und Kätzchen
- Berlin: Die Schöne und das Tier, Zwerg Nase, Aschenputtel, Bastian und Bastienne (Schauspielhaus Berlin Abu Hassan)
- Dessau: Das tapfere Schneiderlein, Pfuiteufelchen, Des Kaisers neue Kleider, Gruselkasper, Kasper und der Zauberstein, Frau Holle
- Magdeburg: Die Schneekönigin
- Dresden: Zar Wasserwirbel, Die hüpfende Prinzessin, Hase und Igel, Der Schweinehirt, Dornröschen, Ilsabell, Die Purimziege, Regenmärchen, Schneemärchen, Schneewittchen, Die schwarze Katze (mit J. Bretschneider), Mondmärchen (mit M. Hollenstein), Kasper und die verzauberte Prinzessin
- Bautzen: Das Märchen vom Pfuiteufelchen
- Gera: Puppenspieler erzählen Märchen
- Hamburg: Prinz Eselsohr

## Filmografie (Auswahl)
- 1990: Das heiße Eisen, Regie: Dietmar Müller (Kurz-Animationsfilm)